# Francouruguaians
Els francouruguaians (en castellà: franco-uruguayos, francès: franco-uruguayens) són els ciutadans uruguaians amb ascendència francesa total o parcial. Els francouruguaians formen el tercer grup eurodescendent més important de l'Uruguai (després dels uruguaians d'ascendència espanyola i italiana). Fins al 1843, França representava la principal font d'immigrants cap a l'Uruguai. El país va rebre una gran quantitat d'immigrants francesos que van anar a l'Amèrica del Sud, només superat per l'Argentina (239.000) i el Brasil (40.000). Entre els anys 1835 i 1843, que van seguir la independència del país (1830), es van registrar unes 25.000 persones d'origen francès.

## Immigració francesa a l'Uruguai
Molts dels immigrants francesos que es van radicar a l'Uruguai van immigrar entre els anys 1839 i 1852, amb un total de 10.300 immigrants el 1843. Els francesos representaven el 41,5% dels immigrants a l'Uruguai entre 1835 i 1842, essent considerats en aquells dies com el grup més destacat. Després de 1843 van ser superats en nombre de persones per espanyols i italians. Una altra onada d'immigrants francesos va tenir lloc durant la Guerra de la Triple Aliança fins als anys 1870. Uns 2.718 immigrants francesos es van instal·lar al país entre 1866 i 1867, el qual representava el 10,1% de la immigració d'aquella època.
La majoria dels immigrants provenien d'Iparralde, Bearn i Bigorra.
El periòdic Le Patriote Français calculava que la colònia francesa a Montevideo el 1841 era de 18.000 persones.
Uns 15.000 francesos es van registrar al país el 1843, la majoria d'ells van viure a Montevideo, on representaven la tercera part de la població. La xifra va decréixer a 8.891 el 1860 (essent l'11,5% dels estrangers), ja que molt d'ells es van mudar a Buenos Aires. No obstant això, els francesos residents al país eren 17.900 el 1872. El 1866, els immigrants francesos representaven el 16,5% dels immigrants del país (els espanyols eren el 33,5% i els italians el 33%). El 1908, molts francesos ja s'havien fusionat i adaptat a la població local, i l'Uruguai va rebre una altra onada migratòria procedent d'Espanya i d'Itàlia. Per tant, els francesos representaven només l'1% de la població (8.341 persones) i el 4,6% dels estrangers. Es calcula que 9.500 francesos vivien a l'Uruguai el 1912, un 6% dels 149.400 francesos residents a l'Amèrica Llatina.
Durant la Guerra civil uruguaiana, 2.500 dels 5.800 homes que van defensar Montevideo eren francesos. Tres poetes francesos van néixer a l'Uruguai: Isidore Ducasse, Comte de Lautréamont, Jules Laforgue i Jules Supervielle.

## Xifres
| \| Immigració francesa anual a l'Uruguai entre 1835 i 1842 \| Immigració francesa anual a l'Uruguai entre 1835 i 1842 \| Immigració francesa anual a l'Uruguai entre 1835 i 1842 \| Immigració francesa anual a l'Uruguai entre 1835 i 1842 \| Immigració francesa anual a l'Uruguai entre 1835 i 1842 \| \| Any \| Immigrants francesos \| Immigrants totals \| % Immigrants francesos \| \| \| ------------------------------------------------------- \| ------------------------------------------------------- \| ------------------------------------------------------- \| ------------------------------------------------------- \| ------------------------------------------------------- \| \| 1835 \| 43 \| 613 \| 7% \| \| \| 1836 \| 998 \| 3.146 \| 31,7% \| \| \| 1837 \| 442 \| 2.583 \| 17,1% \| \| \| 1838 \| 2.071 \| 5.424 \| 38,2% \| \| \| 1839 \| 342 \| 1.163 \| 29,4% \| \| \| 1840 \| 835 \| 2.475 \| 33,7% \| \| \| 1841 \| 3.816 \| 7.860 \| 48,5% \| \| \| 1842 \| 5.218 \| 9.874 \| 52,8% \| \| \| Total \| 13.765 \| 33.138 \| 41,5% \| \| - Jorge Aude, futbolista. - Luis Barbat, futbolista. - Juan Manuel Besnes e Irigoyen, pintor. - Juan María Bordaberry Arocena, expresident de l'Uruguai. - Marcel Bouzout, jugador de bàsquet. - José de Buschental, empresari. - Armando Castaingdebat, polític. - Nelson Chelle, jugador de bàsquet. - Luis Cluzeau Mortet, compositor. - Eduardo Juan Couture, jurista. - Ariel Davrieux, economista. - Fernando Fadeuille, futbolista. - Andrés Fleurquin, futbolista. - Iván Guillauma, futbolista. - Osvaldo Laport, actor. - Pablo Lemoine, jugador de rugbi. - Damián Malrrechaufe, futbolista. - Natalia Oreiro, actriu i cantant (el cognom de la seva àvia és Bourié). - Ricardo Paseyro, escriptor i diplomàtic. - Ope Pasquet, polític. - Gustavo Poyet, futbolista. - Luciano Supervielle, músic. - Jean Thiebaut, militar francès. - Daisy Tourné Valdez, política. 1. 2. 3. 4. 5. 6. 7. A Wikimedia Commons hi ha contingut multimèdia relatiu a: Francouruguaians - Francia-Uruguay. Historia de sus confluencias Arxivat 2008-05-04 a Wayback Machine. - per Rodolfo Fattoruso. (castellà) · |                      |                   |                        |
| Immigració francesa anual a l'Uruguai entre 1835 i 1842 |                      |                   |                        |
| Any | Immigrants francesos | Immigrants totals | % Immigrants francesos |
| 1835 | 43                   | 613               | 7%                     |
| 1836 | 998                  | 3.146             | 31,7%                  |
| 1837 | 442                  | 2.583             | 17,1%                  |
| 1838 | 2.071                | 5.424             | 38,2%                  |
| 1839 | 342                  | 1.163             | 29,4%                  |
| 1840 | 835                  | 2.475             | 33,7%                  |
| 1841 | 3.816                | 7.860             | 48,5%                  |
| 1842 | 5.218                | 9.874             | 52,8%                  |
| Total | 13.765               | 33.138            | 41,5%                  |